# Kapel van Onze-Lieve-Vrouw van zeven Smarten (Caberg)
De veldkapel gewijd aan Onze-Lieve-Vrouw van Smarten in het Lanakerveld in de buurt Oud-Caberg in Maastricht-West werd gebouwd in 1921 ter vervanging van een eerdere kapel op dezelfde locatie.

## Geschiedenis
Reeds in 1748 werd op de locatie van de kapel bebouwing aangegeven op topografische kaarten van weleer, met vermeldingen als "hermitage" (kluizenarij) of "hameau" (gehucht). Mogelijk verbleef hier een priester-kluizenaar die missen opdroeg in een toenmalige kapel, waarbij hij de offergaven mocht aanwenden om te voorzien in zijn eigen onderhoud. De hermitage verdween evenwel in de 18e eeuw.
De in 1920 afgebroken mergelstenen kapel zou zijn geschonken door de "Broederschap van Sinte Sebastiaen" van Pietersheim. Deze op 16 juli 1698 opgerichte schutterij werd (al dan niet tijdelijk) opgeheven in de Franse tijd. Dit houdt dan in dat de oude kapel voor 1815 gebouwd moet zijn. Bij de afbraak van de kapel, trof men een gedenksteen aan met daarop het jaartal 1868. Mogelijk verwijst dit jaartal naar een restauratie van de toenmalige kapel.
De kapel diende in die tijd als "ruststatie" tijdens de jaarlijkse sacramentsprocessie van de parochie van Lanaken, waar Caberg tot 1839 toe behoorde. Vanaf 1839 behoorde het toe aan de parochie Wolder (destijds een gehucht van de toenmalige gemeente Oud-Vroenhoven, sinds 1920 een wijk in Maastricht) en vanaf 1878 aan de parochie Caberg, die in dat jaar werd opgericht. Het schuttersgilde nam deel aan de processies en droeg daar waarschijnlijk ook de zorg voor. Vanuit Caberg werden er tot in de jaren zestig noveentochten gehouden naar de kapel.Zie verder: verering
In 1921 bleek herstel van de oude kapel niet meer mogelijk nadat deze in de oorlog als observatiepost gebruikt was door soldaten, grenswachters en politie. Kogelgaten in de deur en het Mariabeeldje getuigden daarvan. De plechtige inzegening vond plaats op 8 september 1921.

## Beschrijving
| Rustbankje naast de kapel |

Het eenvoudige gebouw meet 2,35 bij 1,55 meter en bestaat uit baksteen en beton. Het relict geniet geen beschermde status, maar wordt in bestemmingsplannen wel aangeduid als "object met cultuurhistorische waarden".

### Exterieur
| metselwerk met letter M en muizentanden |

Kleiner doch hoger dan het oorspronkelijke gebouw werd het nieuwe opgetrokken uit veldbrandstenen. Een eiken deur werd in 1932 vervangen door een ijzeren traliewerk dat de rondbogige toegang afsluit. Aan de hoeken bevinden zich licht uitkragende lisenen, de toegang steekt uit. Het geheel is afgedekt met een betonnen zadeldak, afgewerkt met dakleer. Onder nok en dakrand bevinden zich dubbele rijen muizentanden. In het metselwerk boven de ingang is een (oorspronkelijk gouden) hoofdletter M aangebracht. Het boogveld boven de deur vertoont een houten balk met daarop de woorden "Ave Maria". De kapel is omgeven door drie linden, voorstellende geloof, hoop en liefde.

### Interieur
De wanden zijn bepleisterd en voorzien van witte verf. Tegen de achterkant bevindt zich een altaar met daarop een houten piëta. Daarachter een blauw veld met bloemendecoratie met daarboven de woorden: H.MARIA BID VOOR ONS.

#### Piëta
| Houten piëta, vervaardigd door F. Tillie |

De 58 centimeter hoge piëta werd vervaardigd door Cabergenaar Frans Tillie en op 14 augustus 1988 plechtig ingezegend. Het is gemaakt uit twee houten balken, afkomstig uit het voormalige klooster "De twaalf apostelen" aan de Bogaardenstraat in Maastricht. Het beeld toont Maria die met haar rechterarm haar overleden zoon vasthoudt.
Het vorige beeld was een boetseerwerk door parochiaan René Groenen. Het werd gebakken in het toenmalige Maastrichtse atelier Astra. De plechtige inzegening van dit beeld vond plaats op 26 september 1953. Nog daarvoor werden er in 1921 en 1932 kleine piëta's geplaatst van de Maastrichtse beeldhouwer Gerard Hack. Waarschijnlijk stond er voor 1921 ook een beeld in de kapel, echter is daaromtrent niets bekend. Mogelijk wordt geacht dat het Mariabeeld (ook een piëta) in de parochiekerk van Oud-Caberg, daterende van 1520, oorspronkelijk in de kapel stond en uit veiligheidsoverwegingen van de kapel naar de kerk werd overgebracht.
In augustus of september 1931 raakte het toenmalige beeld, alsmede de kapel zelf, ernstig beschadigd als gevolg van vandalisme. Het beeld werd vervangen en plechtig ingezegend op 8 mei 1932. Sedertdien wordt de kapel afgesloten met een ijzeren traliewerk, ter voorkoming van verdere vernielingen.

## Ligging
| Kapel met rechts daarvan de Zouwweg |

De kapel bevindt zich tussen de akkervelden tussen de Brusselseweg en de Van Akenweg in Maastricht en het industrieterrein Europapark in Lanaken, op het kruispunt van de Lanakerweg en de Zouwweg. Het gebied behoort tot de oudste landbouwgebieden van Nederland (vanaf de tijd van de bandkeramiekers werd in het Lanakerveld landbouw bedreven, met mogelijk als uitzondering de middeleeuwen). Holle wegen leiden naar de kapel, die gelegen is in het dal van de afwateringsbeek de Zouw.

### Grond
De grond waarop de kapel gebouwd werd behoorde tot 1902 toe aan de erven van een zekere mevrouw Rigo uit Velm. Deze verkochten het goed aan de Beurzenstichting Mathias Wijnandts uit Maastricht. Het was deze stichting die de bouw van de nieuwe kapel bekostigde.

## Verering
Het is vrijwel zeker dat de kapel nooit anders dan in het teken van Mariaverering gestaan heeft. Vanaf de bouw van de oorspronkelijke kapel tot in de 19e eeuw vonden er jaarlijkse sacramentsprocessies plaats vanuit Lanaken, waarbij de kapel als ruststatie dienstdeed. Vanaf de 19e eeuw tot 1960 vonden er vooral noveentochten plaats vanuit omliggende dorpen. Sinds 1960 is de kapel eindpunt van een drietal processies per jaar vanuit Caberg. Verder wordt de kapel nog geregeld bezocht op individuele basis.
Het schuttersgilde "St. Sebastianus" nam zelf deel aan de processies en droeg waarschijnlijk ook zorg voor het goede verloop ervan. Diverse gebeurtenissen leidden ertoe dat de band met Lanaken steeds zwakker werd. Zo werd in de Franse tijd de schutterij opgeheven en kwam Lanakerveld (en dus ook de kapel) bij de opsplitsing van Nederland en België op Nederlands grondgebied te liggen. De aanleg van het Albertkanaal in de jaren dertig zorgde ervoor dat de weg vanuit Lanaken naar de kapel definitief afgesneden werd, terwijl rond dezelfde tijd vanuit Caberg de devotie aan de kapel juist toenam. Omdat Smeermaas reeds in 1894 een eigen kapel gekregen had vonden er vanaf dan geen processies meer plaats vanaf Belgisch grondgebied (met uitzondering van een korte periode in de jaren 90 van de 20e eeuw, tijdens de restauratie van de Antonius Abt-kapel in Smeermaas).
Na de opsplitsing vonden vooral groepsbedevaarten plaats vanuit Wolder (waartoe de kapel destijds behoorde). In een opgaaf van de processies en bedevaarten in het dekenaat Maastricht noteerde de toenmalige deken van Maastricht op 31 januari 1857: 
Er bestaat in deze parochie een kapelletje op den weg van Caberg na Lanaken alwaar de geloovigen al biddende onder weg soms luid op, den heiligen, wiens beeld daar berust, gaan eeren en aanroepen.
Hoewel deze tekst suggereert dat het om een mannelijke figuur gaat die jaarlijks vanuit Wolder aanbeden wordt, mag ervan worden uitgegaan dat dit een foutieve interpretatie betreft van de soms gebrekkige opgaven door de plaatselijke pastoors. Ofschoon de opgaaf door de deken de enige vermelding is van bedevaarten voor de 20e eeuw, wordt algemeen aangenomen dat er nooit een verering plaatsvond van een andere heilige dan Maria.
Op individuele basis werd de kapel nog tot ver in de 20e eeuw bezocht door zowel inwoners van Caberg, als die van Lanaken en Smeermaas, nadien uitsluitend door inwoners uit Oud-Caberg. Tot in de jaren zestig vonden er geregeld noveentochten plaats vanuit Caberg, waarbij negen meisjes negen avonden lang om genezing van ernstig zieken kwamen vragen. Een bijzondere bedevaart vond plaats op 8 mei 1932, waarbij zo'n 2000 volgelingen van de Maastrichtse heren- en jongeherencongregaties, de canisiuscongregatie en de dames- en meisjescongregaties onder begeleiding van pastoor Kengen van Caberg in een lange processie naar de kapel trokken. Aanleiding was de plaatsing van een nieuwe piëta door toenmalig burgemeester van Maastricht Leopold van Oppen. De plechtige inzegening werd verricht door deken P. Wouters van Maastricht en prof.dr. F. Feron verzorgde de feestpredicatie. Het geheel stond in het teken van eerbetoon aan allen die "sedert onheuglijke jaren met hun leed bij deze Genade-kapel kwamen" en eerherstel na de vernieling van het vorige Mariabeeld in 1931.
Rond 2000 vond er nog driemaal per jaar (Maria-Lichtmis, laatste vrijdag in mei, Maria-Tenhemelopneming) een bedevaart plaats vanuit de parochiekerk van Oud-Caberg naar de kapel. 